# KF Vlora
Klubi Futbollistik Vlora is een in 2006 opgerichte Albanese voetbalclub uit Vlorë. De club is actief op het amateurniveau van Albanië.